# 고경면
고경면(古鏡面)은 대한민국 경상북도 영천시의 면이다. 영천시에서 동북쪽으로 약  11.4km 떨어진 곳에 위치하며 면 동쪽으로 도덕산, 천장산 준령을 끼고 도암 평야를 휘감아 돌아 곡창지대를 이루고 있다. 넓이는 120.6km2이고, 인구는 2013년 12월 기준으로 6,148명이다. 육군3사관학교와 국립영천호국원이 자리잡고 있다.

## 연혁
- 신라 경덕왕 : 임고면에 속함
- 고려 시대 : 영주군에 속하여 고촌면과 추곡면이 존재함
- 1415년 (조선 태종 15년) : 행정구역 개편으로 고촌면과 청경면으로 구분함
- 1914년 4월 1일 : 추곡면을 청경면으로 개칭, 북안면 일부를 청경면에 편입

1914년의 행정구역과 현재의 행정구역 비교
| 조선총독부령 제111호 | |
| 구 행정구역          | 신 행정구역 |
| 영천군 고촌면        | 고촌면 가수동, 답곡동, 덕암동, 덕정동, 동도동, 삼산동, 삼귀동, 삼포동, 상덕동, 석계동, 오룡동, 청정동, 초일동, 칠전동, 파계동 |
| 흥해군 북안면        | 고촌면 차당동 |
| 흥해군 북안면        | 청경면 고도동, 오류동, 창상동, 창하동                                                                                         |
| 영천군 추곡면        | 청경면 단포동, 대성동, 대의동, 도암동, 용전동, 부동, 상리동, 전사동, 학동, 해선동                                             |
- 1934년 4월 1일 : 고촌면과 청경면이 합병하여 고경면으로 개칭
- 1995년 1월 1일 : 영천군과 영천시 통합으로 영천시 고경면이 됨

## 행정 구역
| 법정리 | 행정리           |
| ------ | ---------------- |
| 가수리 | 가수1리, 가수2리 |
| 고도리 | 고도1리, 고도2리 |
| 논실리 | 논실리           |
| 단포리 | 단포리           |
| 대성리 | 대성리           |
| 대의리 | 대의리           |
| 덕암리 | 덕암리           |
| 덕정리 | 덕정리           |
| 도암리 | 도암1리, 도암2리 |
| 동도리 | 동도리           |
| 부리   | 부리             |
| 삼귀리 | 삼귀리           |
| 삼산리 | 삼산리           |
| 삼포리 | 삼포리           |
| 상덕리 | 상덕리           |
| 상리리 | 상리리           |
| 석계리 | 석계리           |
| 오룡리 | 오룡1리, 오룡2리 |
| 오류리 | 오류리           |
| 용전리 | 용전1리, 용전2리 |
| 전사리 | 전사1리, 전사2리 |
| 차당리 | 차당리           |
| 창상리 | 창상리           |
| 창하리 | 창하리           |
| 청정리 | 청정1리, 청정2리 |
| 초일리 | 초일리           |
| 칠전리 | 칠전리           |
| 파계리 | 파계리           |
| 학리   | 학리             |
| 해선리 | 해선리           |

## 교육 기관
| 학교명       | 소재지             | 비고        |
| ------------ | ------------------ | ----------- |
| 고경초등학교 | 고경면 호국로 1276 |             |
| 단포초등학교 | 고경면 호국로 343  |             |
| 청경초등학교 | 고경면 호국로 791  | 1998년 폐교 |
| 별빛중학교   | 고경면 월천길 1-27 |             |